# اکسیدازی
چندین اکسیداز وجود دارد که می‌توانند اکسیژن را به یون‌های هیدروژن حاصل از مواد شیمیایی مختلف داخل سلول متصل کنند و پراکسید هیدروژن تولید کنند. پراکسید هیدروژن ماده‌ای به شدت اکسید کننده است و به همراه کاتالاز استفاده می‌شود. کاتالاز آنزیم اکسیداز دیگری است که به مقدار زیاد در پراکسیزوم وجود دارد تا بسیاری از مواد که می‌توانند برای بدن سمی باشند را اکسید کند. مثلن نیمی از الکل مصرفی را پراکسیزوم‌های سلول‌های کبدی بدین طریق سم زدایی می‌کند.